# Bilet do nieba
Bilet do nieba – szósty album zespołu Classic. Płyta zawiera 17 utworów, z czego 14 to zupełne premiery a 3 to remiksy. Do piosenek Nie zapominaj o mnie, W taką ciszę i Zostań ze mną zostały nakręcone teledyski.

## Skład zespołu
- Robert Klatt - keyboard, vocal
- Mariusz Winnicki - gitara akustyczna, vocal
- Wiesław Uczciwek - instrumenty klawiszowe
- Tomasz Orłowski - gitara
- Sebastian Dorosiewicz - perkusja

Gościnnie:
- Waldemar Orłowski - gitary
- Michał Kacperczyk - instrumenty perkusyjne

## Lista utworów
| Nr  | Tytuł utworu                   | Słowa         | Muzyka                | Długość |
| --- | ------------------------------ | ------------- | --------------------- | ------- |
| 1.  | „Nie zapominaj o mnie”         | R. Klatt      | R. Klatt              | 3:26    |
| 2.  | „W taką ciszę”                 | twórcy ludowi | twórcy ludowi         | 4:09    |
| 3.  | „Zakochaj się”                 | M. Winnicki   | R. Klatt              | 3:44    |
| 4.  | „Nieśmiertelny czas”           | M. Winnicki   | R. Klatt              | 4:00    |
| 5.  | „Nie ma sprawy”                | M. Winnicki   | R. Klatt              | 3:35    |
| 6.  | „Poza jedną małą zmianą”       | M. Winnicki   | M. Winnicki           | 3:34    |
| 7.  | „Powiedz że”                   | M. Winnicki   | M. Winnicki           | 3:14    |
| 8.  | „Gdzie są chwile?”             | M. Winnicki   | R. Klatt              | 3:44    |
| 9.  | „Nie zawsze bywa...”           | M. Winnicki   | R. Klatt              | 4:00    |
| 10. | „Jutro znów”                   | M. Winnicki   | M. Winnicki           | 4:06    |
| 11. | „Zostań ze mną”                | M. Winnicki   | M. Winnicki           | 4:02    |
| 12. | „Bilet do nieba”               | M. Winnicki   | R. Klatt              | 3:15    |
| 13. | „Jak oczarować ją”             | M. Winnicki   | R. Klatt              | 3:04    |
| 14. | „Dlaczego Ty”                  | M. Winnicki   | M. Winnicki           | 3:32    |
| 15. | „W taką ciszę - Twins Version” | twórcy ludowi | twórcy ludowi         | 4:15    |
| 16. | „Zostań ze mną - TS Version”   | M. Winnicki   | M. Winnicki           | 3:26    |
| 17. | „Masz w sobie coś”             | M. Winnicki   | M. Winnicki, R. Klatt | 3:28    |
|     |                                |               |                       | 1:02:34 |

## Informacje dodatkowe
- Aranżacje utworów: Robert Klatt
- Realizacja utworów: Tomasz Sidoruk, Ernest Sienkiewicz, Marek Zrajkowski i Robert Klatt
- Realizacja i zgranie vocali: Dariusz Trzewik (Studio PLAY & MIX)
- Mastering: Dariusz Trzewik
- Projekt graficzny: Krzysztof Walczak